# Pardomima phalaromima
Pardomima phalaromima là một loài bướm đêm trong họ Crambidae.